# X射线机
X射綫機，又稱倫琴射綫儀，俗稱X光機，是一種用來產生X射綫的設備，其主要用途是在不破壞物體的前题下来探測内部結構。也可以利用其進行殺菌或激發熒光。

## 历史
1895年，在德国物理学家威廉·伦琴發現X射线的幾个月後，英國一名大學生羅素·雷諾斯（Russell Reynolds）在物理學家威廉·克魯克斯的幫助下，成功製造了一台X光机，这是世界上最古老的X光机之一，它使人类得以在没切口的情况下，观看人体内部。

## 工作原理及分类
X射线机可以分为工业用X射线机和医用X射线机。工业用X射线机可以按照产生射线的强度分硬射线机和软射线机。用于理化检测的衍射分析仪等属于软射线，而用于面积、厚度较大的材料的检测的是硬射线。硬射线的产生一般是利用高压电:如100kV或300kV的电压加到X射线管上，产生的射线可以穿透5-50mm的钢板。而用电子加速器可以产生穿透100mm以上的钢板的射线。使用高压电发生X射线的机器可分为便携式（移动式）和固定式。